# Episodi di Melrose Place (quarta stagione)
La quarta stagione della serie televisiva Melrose Place, composta da 34 episodi, è andata in onda negli Stati Uniti sul canale FOX dall'11 settembre 1995 al 20 maggio 1996.
Marcia Cross viene aggiunta al cast regolare nel ruolo della dott.ssa Kimberly Shaw; Jack Wagner viene aggiunto al cast regolare nel ruolo del dott. Peter Burns.
Kristin Davis viene aggiunta al cast regolare nel ruolo di Brooke Armstrong; uscirà di scena definitivamente dopo il ventiduesimo episodio, mentre Daphne Zuniga lascia definitivamente la serie al termine della stagione dopo aver interpretato per quattro anni il ruolo di Jo Reynolds.
Patrick Muldoon interpreta il ruolo di Richard Hart per tutta la stagione tranne che in un episodio, venendo però accreditato come "special guest star"; è l'unico attore di "Melrose Place" oltre Rena Sofer che, pur essendo uno dei protagonisti, non è mai stato aggiunto ai titoli di testa.
Brooke Langton compare negli ultimi tre episodi della stagione nel ruolo di Samantha Reilly; sarà tra i protagonisti della serie a partire dalla quinta stagione.
| nº | Titolo originale                    | Titolo italiano                  | Prima TV USA      | Prima TV Italia |
| -- | ----------------------------------- | -------------------------------- | ----------------- | --------------- |
| 1  | Post Mortem Madness                 | Follia omicida                   | 11 settembre 1995 |                 |
| 2  | Melrose Is Like a Box of Chocolates | Contrasti e malintesi            | 18 settembre 1995 |                 |
| 3  | Blind Ambition                      | Vicolo cieco                     | 20 settembre 1995 |                 |
| 4  | Simply Shocking                     | Il passato di Amanda             | 25 settembre 1995 |                 |
| 5  | Drawing Henry                       | L'uomo dei sogni                 | 2 ottobre 1995    |                 |
| 6  | The Jane Mutiny                     | Amori virtuali                   | 9 ottobre 1995    |                 |
| 7  | Let the Games Begin                 | Attenta Amanda                   | 16 ottobre 1995   |                 |
| 8  | Dial M for Melrose                  | Rinunce                          | 23 ottobre 1995   |                 |
| 9  | Amanda Unplugged                    | Confessioni                      | 30 ottobre 1995   |                 |
| 10 | El Syd                              | Nozze e ricatti                  | 6 novembre 1995   |                 |
| 11 | Free Kimmy                          | Mai più segreti                  | 13 novembre 1995  |                 |
| 12 | Kimberly Does L.A.                  | Consigli di vita                 | 20 novembre 1995  |                 |
| 13 | Hook, Line and Hayley               | Morte misteriosa                 | 28 novembre 1995  |                 |
| 14 | Two Flew Over the Cuckoo's Nest     | L'eredità di famiglia            | 4 dicembre 1995   |                 |
| 15 | Oy! To the World                    | Beneficenza a Melrose            | 11 dicembre 1995  |                 |
| 16 | Holy Strokes                        | Sete di rivalsa                  | 1º gennaio 1996   |                 |
| 17 | The Brooke Stops Here               | Mosse vincenti                   | 8 gennaio 1996    |                 |
| 18 | Sydney, Bothered and Bewildered     | La resa dei conti                | 15 gennaio 1996   |                 |
| 19 | The Bobby Trap                      | Sotto tiro                       | 22 gennaio 1996   |                 |
| 20 | No Lifeguard on Duty (Part 1 e 2)   | Amore e protezione (1 e 2 parte) | 5 febbraio 1996   |                 |
| 21 | No Lifeguard on Duty (Part 1 e 2)   | Amore e protezione (1 e 2 parte) | 5 febbraio 1996   |                 |
| 22 | Devil in a Wet Dress                | Sensi di colpa                   | 12 febbraio 1996  |                 |
| 23 | Circle of Strife                    | Scoppia l'inferno                | 19 febbraio 1996  |                 |
| 24 | Run Billy Run                       | Istinti                          | 26 febbraio 1996  |                 |
| 25 | Ruthless People                     | Essere o avere                   | 4 marzo 1996      |                 |
| 26 | The Burning Couch                   | Piromania                        | 11 marzo 1996     |                 |
| 27 | Triumph of the Bill                 | Giochi di potere                 | 18 marzo 1996     |                 |
| 28 | What Comes Up, Must Come Down       | Concorso di bellezza             | 1º aprile 1996    |                 |
| 29 | True Fibs                           | Inganni e sotterfugi             | 15 aprile 1996    |                 |
| 30 | Melrose Unglued                     | Campo minato                     | 29 aprile 1996    |                 |
| 31 | Peter's Excellent Adventure         | Occhio per occhio                | 6 maggio 1996     |                 |
| 32 | Full Metal Betsy                    | Prigioniero                      | 15 maggio 1996    |                 |
| 33 | Dead Sisters Walking (Part 1 e 2)   | Per un amico                     | 20 maggio 1996    |                 |
| 34 | Dead Sisters Walking (Part 1 e 2)   | La fine di un incubo             | 20 maggio 1996    |                 |

## Follia omicida
- Titolo originale: Post Mortem Madness
- Diretto da: Charles Correll
- Scritto da: Frank South

### Trama
Kimberly aziona il detonatore facendo esplodere le quattro bombe che distruggono un'ala del condominio e cadendo rovinosamente in piscina da dove viene tratta in salvo da Peter. Mackenzie perde la vita, mentre Alison, rifiutatasi di uscire dall'appartamento, soffre di una temporanea perdita della vista. Billy decide di non partire per la luna di miele per stare accanto all'amica. Dopo l'ennesima lite con Hayley che s'intromette nella sua vita coniugale, Billy decide inoltre di tornare nel suo appartamento a Melrose e chiede a Brooke di seguirlo; la ragazza lo raggiunge. Dopo l'impatto causato dalla caduta dal cantiere, Jess muore, mentre Jake si ritrova all'ospedale ferito a una gamba; la polizia ne riconosce la legittima difesa. Al funerale si presenta solo Jo la quale viene allontanata da un Jake molto amareggiato. In prigione, Matt viene contattato dai genitori che sembrano credere alla sua colpevolezza e ingaggiano un brillante avvocato, Alycia Barnett, la quale, nonostante l'orgoglio del suo assistito, riesce a ottenere una cauzione, pagata tramite un'ipoteca sulla casa dei signori Fielding. Jane incoraggia Richard, ancora scosso per la morte di Mackenzie, a continuare l'attività insieme e a seppellire la donna con il cognome da nubile per evitare pubblicità negativa. Kimberly viene portata in un ospedale psichiatrico e non riesce a ricordare l'accaduto; Peter si prende cura della donna, anche se Michael vorrebbe che fosse internata.
- Guest star: Patrick Muldoon (Richard Hart).
- Altri interpreti: Morgan Brittany (Mackenzie Hart), James Handy (Matt Fielding Sr.), Michael Holden (dott. Payson), Anne-Marie Johnson (Alycia Barnett), Robert Lipton, Claudette Nevins (Constance Fielding), Bert Remsen (giudice George Markham), Perry King (Hayley Armstrong).
- Nota. Marcia Cross, Kristin Davis e Jack Wagner vengono aggiunti ai titoli di testa come membri fissi del cast.

## Contrasti e malintesi
- Titolo originale: Melrose Is Like a Box of Chocolates
- Diretto da: Charles Correll
- Scritto da: Carol Mendelsohn

### Trama
In attesa che la ristrutturazione del condominio abbia termine, Amanda si trasferisce nell'appartamento di Sydney, Matt in quello di Jo e Jane si prende cura di Alison. Quest'ultima chiede di poter tornare a lavorare alla D&D e una solidale Amanda accetta di riassumerla. Brooke, invece, decide di licenziarsi in attesa che le venga assegnata l'eredità che le ha lasciato la madre e della quale sarebbe entrata in possesso una volta sposata, ma, scoperto che l'ammontare della somma è più bassa delle aspettative, chiede di nuovo il suo posto presso l'agenzia pubblicitaria e Amanda l'assume come assistente personale di Alison. Hayley offre alla figlia un'ingente somma di denaro a patto che divorzi da Billy. Jane e Alison decidono di usare ogni mezzo pur di ottenere i loro scopi, in campo lavorativo l'una, in quello sentimentale l'altra. Peter e Michael aprono insieme uno studio privato; Sydney ne diventa la segretaria, stanca del comportamento di Jake. Peter propone a Kimberly di fingersi pazza per ottenere l'infermità mentale ed evitare la pena capitale. Durante una seduta con un dottore, la donna infilza una matita nella mano del medico e riesce a scappare raggiungendo il tetto, dal quale minaccia di buttarsi; Peter corre in suo soccorso. Durante un pranzo in sala mensa, Matt rivede Paul e si scaraventa su di lui prendendolo a pugni. Più tardi, a una festa organizzata da Jake da Shooters, Matt si scaglia contro l'amico che, ubriaco, voleva costringere Jo a ballare. In seguito, Jake crolla e racconta a Jo di sentirsi colpevole della morte del fratello.
- Guest star: Patrick Muldoon (Richard Hart).
- Altri interpreti: David Beecroft (dott. Paul Graham), Anne-Marie Johnson (Alycia Barnett), Dennis Lipscomb (psicologo nominato dal tribunale), Francis X. McCarthy (dott. Calvin Hobbs), Perry King (Hayley Armstrong).

## Vicolo cieco
- Titolo originale: Blind Ambition
- Diretto da: Victoria Hochberg
- Scritto da: Dee Johnson

### Trama
Intenzionata a vendicarsi di Amanda, Brooke s'introduce furtivamente nel suo ufficio e le sottrae alcuni documenti riservati; Alison la sorprende e riferisce l'accaduto ad Amanda pregandola di non dire a Billy la verità a proposito della guarigione dalla temporanea cecità; Alison, infatti, intende far leva sul proprio handicap per riconquistare l'ex. Peter continua a fare pressioni a Kimberly affinché finga di essere malata di mente e chiede il parere di un secondo psicologo, la quale non riconosce l'infermità mentale. In tribunale, tuttavia, Kimberly rivede Henry che le ordina di scagliarsi contro Michael e Sydney, presenti all'udienza: il giudice riconosce la malattia mentale, ma Peter si rende conto che la donna non sta fingendo. Richard e Jane litigano violentemente dopo che la donna assume Jo come nuova fotografa della Mackenzie Hart senza aver consultato il socio. Matt licenzia Alycia dopo che questa non accetta i metodi del ragazzo per ottenere una confessione da Paul. Matt fa sapere all'ex amante di essere in possesso di una lettera scritta da Carol, nella quale emergerebbe la colpevolezza del marito. Paul accetta di vederlo a casa sua, ma, quando scopre che Matt si è presentato con registratore nascosto sul suo corpo, lo minaccia con una pistola. A questo punto intervengono i poliziotti che feriscono Paul mortalmente. Il dottore, prima di morire, discolpa Matt da ogni accusa e confessa di averlo incastrato. Jake e Jo danno alla loro relazione una nuova chance, proprio quando si presenta alla porta del ragazzo Shelly, ex moglie di Jess, ignara della morte del marito.
- Guest star: Patrick Muldoon (Richard Hart).
- Altri interpreti: David Beecroft (dott. Paul Graham), Larry Dobkin (giudice Stanley Pittman), James Horan (avvocato di Kimberly), Anne-Marie Johnson (Alycia Barnett), Zitto Kazann (Henry), Hudson Leick (Shelly Hanson), Francis X. McCarthy (dott. Calvin Hobbs).

## Il passato di Amanda
- Titolo originale: Simply Shocking
- Diretto da: Richard Lang
- Scritto da: Charles Pratt Jr.

### Trama
Brooke si reca a Miami per cercare informazioni sul passato di Amanda e scopre che la donna è stata sposata con Jack Parezi, il quale crede che la moglie sia morta in un incidente in barca cinque anni prima. Tornata a Los Angeles, Brooke promette di rivelare la verità a Jack se Amanda non accetta di darle una promozione. Kimberly viene trasferita in un ospedale psichiatrico nel quale viene sottoposto a elettroshock sotto la supervisione di Peter. Michael seduce Sydney e insieme si recano in ospedale per suscitare una reazione violenta di Kimberly, la quale continua a comunicare con Henry. Peter confessa a Sydney di aver perduto una sorella quando era ancora piccola per problemi d'instabilità mentale simili a quelli di Kimberly; in seguito offre alla donna uno stipendio extra in cambio d'informazioni su Michael. La decisione di Jake di ospitare Shelly nel suo appartamento e di offrirle un lavoro da Shooters suscita la gelosia di Jo. Billy reagisce bruscamente alla scoperta che Alison ha riacquistato la vista. Matt, dopo essere stato licenziato in quanto omosessuale dal dottor Hobbs, capo del personale del Wilshire Memorial, viene avvicinato da un avvocato, Tom Riley, contattato da Michael per aiutarlo in un'eventuale causa contro Hobbs. Richard propone a Jane di sposarlo. In seguito licenzia la fidanzata quando quest'ultima, a conclusione di una brillante sfilata, dichiara alla stampa di essere l'autrice di tutti i modelli della collezione. Richard è costretto a diramare un comunicato stampa nel quale rende nota la morte di Mackenzie e offre a Jane la possibilità di tornare a lavorare insieme; la donna accetta, a patto che la casa di moda venga ribattezzata "Hart & Mancini".
- Special guest star: Antonio Sabàto Jr. (Jack Parezi).
- Guest star: Patrick Muldoon (Richard Hart).
- Altri interpreti: Zitto Kazann (Henry), Hudson Leick (Shelly Hanson), Francis X. McCarthy (dott. Calvin Hobbs), Lewis Smith (Tom Riley).

## L'uomo dei sogni
- Titolo originale: Drawing Henry
- Diretto da: Charles Correll
- Scritto da: Allison Robbins

### Trama
Credendo che Henry sia un uomo reale, Peter fa tracciare un identikit a Kimberly e contatta la madre. Arrivata a Los Angeles, la signora Shaw vorrebbe condurre la figlia a Cleveland, ma Peter la costringe a rivelare l'identità di Henry. In città si presenta Jack, il quale, dopo aver sottratto un biglietto da visita di Brooke, scopre che la donna lavora alla D&D e sospetta che ci lavori anche Amanda. Brooke cerca di tenere Jack lontano da Amanda e fissa un appuntamento segreto con l'uomo. Billy, insospettito, segue la moglie la quale è costretta a rivelargli i dettagli del suo viaggio a Miami. Il dottor Hobbs offre a Matt la somma di 25.000 dollari in cambio della rinuncia alla causa per discriminazione; Matt declina l'offerta. Hayley contatta Alison affinché si mettano d'accordo per separare Billy e Brooke; la ragazza rifiuta, ma in seguito passa una serata romantica con Hayley. Richard chiede a Jo di mettere una buona parola per lui con Jane, ma Jane rivela all'amica di non provare sentimenti profondi per il futuro marito. In fuga all'aeroporto, Amanda viene fermata da Jack che le chiede di restare in città e di firmare i documenti per il divorzio, in quanto intenzionato a sposarsi con la fidanzata.
- Guest star: Patrick Muldoon (Richard Hart).
- Special guest star: Antonio Sabàto Jr. (Jack Parezi).
- Altri interpreti: Janet Carroll (Marion Shaw), Hudson Leick (Shelly Hanson), Francis X. McCarthy (dott. Calvin Hobbs), Perry King (Hayley Armstrong).

## Amori virtuali
- Titolo originale: The Jane Mutiny
- Diretto da: Scott Paulin
- Scritto da: Kimberly Costello

### Trama
Kimberly viene rilasciata dall'ospedale psichiatrico sotto la custodia di Peter ed è obbligata a indossare un braccialetto elettronico che segnala la sua posizione alla polizia. Michael e Sydney, per nulla contenti della novità, rubano l'identikit di Henry e decidono di cercare un attore che abbia i tratti somatici simili all'uomo affinché si presenti da Kimberly per tormentarla. Jane e Richard annunciano il loro fidanzamento. Al party che organizzano per ufficializzare l'evento, Jo è angosciata dalle rivelazioni che le ha fatto Jane; dopo aver alzato il gomito un po' troppo e dopo un confronto con l'amica, Jo rivela a Richard i reali sentimenti che Jane nutre verso di lui. Richard decide di annullare il matrimonio. Durante un incontro tra le parti, il dottor Hobbs non nasconde la propria omofobia; Matt vince la causa e riceve un indennizzo, mentre la controparte viene allontanata dal Wilshire Memorial.
Brooke è infastidita dal fatto che il padre stia uscendo con Alison. La ragazza, inoltre, annuncia ad Amanda che sta contrattando con Hayley affinché sottoscriva un accordo in esclusiva con la D&D, nonostante non abbia alcuna garanzia; per questo, decide di chiedere aiuto ad Alison, più esperta nel settore. Hayley accetta che sia la D&D a rappresentarlo, ma vuole lavorare solo con Alison. Jack paga le ultime spese di ristrutturazione del condominio, senza avvertire Amanda. La donna, nonostante le assicurazioni del marito, sospetta che Jack abbia in mente un piano contro di lei; consegna quindi a Billy una copia della chiave della sua cassetta di sicurezza in banca, nella quale sono contenuti alcuni documenti personali relativi al periodo in cui abitava a Miami, comprese alcune foto che provano le violenze fisiche subite.
- Guest star: Patrick Muldoon (Richard Hart).
- Special guest star: Antonio Sabàto Jr. (Jack Parezi).
- Altri interpreti: Hudson Leick (Shelly Hanson), John McCann (Walter Kovacs), Francis X. McCarthy (dott. Calvin Hobbs), Lewis Smith (Tom Riley), Morgan Stevens (Nick Diamond), Perry King (Hayley Armstrong).

## Attenta Amanda
- Titolo originale: Let the Games Begin
- Diretto da: Chip Chalmers
- Scritto da: Stevie Stern

### Trama
Amanda organizza una festa in piscina per celebrare la fine dei lavori a Melrose. Inaspettatamente si presentano anche Kimberly e Jack. La prima, sotto consiglio di Peter, è intenzionata a chiedere perdono per il proprio comportamento agli inquilini del condominio, soprattutto alla proprietaria; il secondo, dopo aver accettato la proposta di Brooke di far rappresentare la propria società dalla D&D, sfrutta il party per avvicinare Amanda. Recatasi in lavanderia per rivedere la scena del crimine e affrontare il suo passato, Kimberly incontra Mark Paul, l'attore ingaggiato da Michael e Sydney per impersonare Henry. Dopo aver passato la notte con Hayley, Alison viene avvicinata da Brooke che le dice di non farsi troppe illusioni sul comportamento del padre, il quale, sempre secondo Brooke, sarebbe un seduttore incallito. Shelly cerca un approccio fisico con Jake, mentre Jo è impegnata al lavoro con Richard, che, con la scusa di visionare delle fotografie, si avvicina alla ragazza. Dopo un'accesa discussione con il figlio che vorrebbe terminasse l'università, il padre di Matt viene colpito da un attacco di cuore. Giunta a casa di Jack per conoscerne la fidanzata Rita, Amanda scopre che la donna non è mai esistita e che il marito non ha nessun'intenzione di lasciarla andare.
- Guest star: Patrick Muldoon (Richard Hart).
- Special guest star: Antonio Sabàto Jr. (Jack Parezi).
- Altri interpreti: Joyce Brothers (sé stessa), John Durbin (Mark Paul), Bruce Gray (dottore del signor Fielding), James Handy (Matt Fielding Sr.), Hudson Leick (Shelly Hanson), Claudette Nevins (Constance Fielding), Perry King (Hayley Armstrong).

## Rinunce
- Titolo originale: Dial M for Melrose
- Diretto da: Richard Lang
- Scritto da: Chip Hayes

### Trama
Durante un tentativo di aggressione nei confronti di Amanda, Jack cade rovinosamente dal piano superiore della sua abitazione ed entra in coma. La donna, allora, contatta Peter in cerca del suo aiuto. Il dottore trasporta Jack in ospedale e racconta di averlo trovato privo di sensi, vittima di un probabile incidente domestico, e si prende personalmente cura del paziente. Michael, insospettito, svolge delle indagini, ma, scoperto il ruolo attivo di Amanda nella vicenda, decide di tirarsi indietro. Kimberly, decisa a combattere i propri demoni, aggredisce Mark Paul e scopre che non è frutto della sua mente e che è stato pagato da Michael e Sydney. Durante una telefonata alla dottoressa Joyce Brothers, una psicologa che presenta una trasmissione radiofonica, Kimberly attacca pubblicamente Michael, il quale si vede costretto a chiamare l'emittente. In seguito, Kimberly viola la libertà condizionata per seguire Peter e scoprire del suo riavvicinamento ad Amanda. Alison accetta di andare a vivere con Hayley nella sua abitazione. Jake e Jo cercano il modo per affrontare i loro problemi, nonostante le gelosie nei confronti di Richard e di Shelly. Al funerale del padre, Matt dice alla madre di voler tornare a studiare medicina. Peter racconta a Kimberly la storia della sorella.
- Special guest star: Antonio Sabàto Jr. (Jack Parezi).
- Guest star: Patrick Muldoon (Richard Hart).
- Altri interpreti: Joyce Brothers (sé stessa), John Durbin (Mark Paul), Hudson Leick (Shelly Hanson), Claudette Nevins (Constance Fielding), Morgan Stevens (Nick Diamond), Perry King (Hayley Armstrong).

## Confessioni
- Titolo originale: Amanda Unplugged
- Diretto da: Charles Correll
- Scritto da: James Kahn

### Trama
Dopo aver scoperto che Brooke ha smesso di usare il diaframma senza avvisarlo, Billy aggredisce la moglie, la quale gli promette che riprenderà a usare metodi contraccettivi, anche se ormai non ne avrà più bisogno. Matt chiede a Michael di firmargli una lettera di raccomandazioni da presentare insieme alla domanda d'iscrizione all'università. Il dottor Mancini scopre che l'amico non è riuscito a superare il test d'ammissione e ne modifica i risultati. Alison trova una stanza chiusa all'interno della casa di Hayley. Grazie all'intervento di Brooke che le fornisce una chiave, riesce a entrare nella stanza che si scopre essere appartenuta alla madre di Brooke. Hayley sorprende Alison intenta a curiosare tra gli oggetti della defunta moglie e l'aggredisce; in seguito, però, si scusa con la ragazza e le confessa di essersi sposato solo perché interessato ai soldi della moglie e perché la donna era incinta. Jane, con la scusa del lavoro, invita Richard a trascorrere insieme il weekend alle Hawaii; l'uomo decide d'invitare a sua volta Jo e di mandare la socia a New York per affari. Jane fa credere a Jake che Jo lo stia tradendo con Richard, mentre Jo, scoperte le vere motivazioni del viaggio, l'annulla e sorprende Jake insieme a Shelly da Shooters. Kimberly viene contattata dalla dottoressa Brothers che le offre un lavoro alla radio; prima del colloquio, tuttavia, Kimberly è costretta a usare violenza su sé stessa per togliersi dal polso il braccialetto che indica la sua posizione alla polizia. Amanda si ubriaca al party di Halloween organizzato da Shooters e passa la notte con Peter. Sydney ascolta e registra una conversazione tra Amanda e Peter nella quale la donna confessa che vorrebbe che Jack morisse. In ospedale, Jack esce momentaneamente dal coma per chiedere in apparenza scusa ad Amanda per il suo comportamento. Tuttavia, quando la donna si avvicina a Jack, quest'ultimo tenta di strangolarla; Amanda, cercando di svincolarsi, strappa il tubo del respiratore. Sydney assiste alla scena.
- Guest star: Patrick Muldoon (Richard Hart).
- Special guest star: Antonio Sabàto Jr. (Jack Parezi).
- Altri interpreti: Joyce Brothers (sé stessa), Hudson Leick (Shelly Hanson), Morgan Stevens (Nick Diamond), Perry King (Hayley Armstrong).

## Nozze e ricatti
- Titolo originale: El Syd
- Diretto da: Chip Chalmers
- Scritto da: Charles Pratt Jr.

### Trama
Jack muore. Sydney ricatta Amanda e Peter chiedendo il 50% dei beni di Jack. Amanda risponde dicendole che ha rinunciato ai soldi, che le ricerche sull'autopsia di Jack verranno annullate e che Kimberly si trasferirà nel suo appartamento. Sydney torna a casa di Michael, ricattandolo. Hayley chiede a Alison di sposarlo. La donna parte con Billy per lavoro ma un guasto aereo li fa accampare in mezzo al nulla. Durante la notte, Alison gli dice di amarlo ma lui la respinge dicendole che Brooke è incinta. Brooke dice al padre di non sposare Alison ma i due si sposano ugualmente. Dopo aver mollato Jake, Jo raggiunge Richard alle Hawaii e passa la notte con lui, anche se Jane tenta di riconciliarsi con lui. Michael confessa a Matt di aver modificato i risultati del test di ammissione dicendogli di essersi così sdebitato con lui. Kimberly vede Peter e Amanda insieme.
- Guest star: Patrick Muldoon (Richard Hart).
- Altri interpreti: Perry King (Hayley Armstrong).

## Mai più segreti
- Titolo originale: Free Kimmy
- Diretto da: Charles Correll
- Scritto da: Carol Mendelsohn

### Trama
Alison e Hayley sono in luna di miele, ma Alison sospetta che il marito nasconda qualcosa. Matt chiede a Jake di lavorare con lui al bar e scopre che Shelly fa sparire dei soldi. Al funerale di Jack, i suoi familiari sospettano di Amanda e tramano per ucciderla. Sydney continua a ricattare Peter per far aumentare le azioni a Michael. Peter si stufa e dice a Michael di distruggere il nastro che lo inchioda, minacciando di chiudere la società. Michael obbedisce e brucia la cassetta. Jane colpisce Jo e architetta un piano per vendicarsi servendosi di Michael.
- Guest star: Patrick Muldoon (Richard Hart).
- Altri interpreti: Enrique Castillo (Ricardo Lopes), David Groh (Vince Parezi), Hudson Leick (Shelly Hanson), Morgan Stevens (Nick Diamond), John Enos III (Bobby Parezi), Perry King (Hayley Armstrong).

## Consigli di vita
- Titolo originale: Kimberly Does L.A.
- Diretto da: Thomas Calabro
- Scritto da: Dee Johnson

### Trama
Kimberly diventa la nuova voce amica della radio, K-CHAT in L.A., e riceve elle chiamate da un certo Vic, che la insulta. È lo stesso uomo che lei conosce da Shooters e una volta andata a casa sua, la molesta. Jake non crede ai sospetti di Matt su Shelly, finché non verifica personalmente e la denuncia. 
Hayley mette la casa in vendita, suscitando i sospetti di Alison. Bobby Parezi arriva a Los Angeles per uccidere Amanda, ma non riesce a farlo. Peter ha dei ripensamenti sulla loro rottura. Jane chiede a Michael di dormire da lei, in modo da suscitare il giorno dopo la gelosia di Jo e Richard.
Billy e Brooke decidono di trasferirsi nell'appartamento di Alison.
- Guest star: Patrick Muldoon (Richard Hart).
- Altri interpreti: Hudson Leick (Shelly Hanson), Page Moseley (Vic) Morgan Stevens (Nick Diamond), John Enos III (Bobby Parezi), Perry King (Hayley Armstrong).

## Morte misteriosa
- Titolo originale: Hook, Line and Hayley
- Diretto da: Charles Correll
- Scritto da: Frank South

### Trama
Bobby dice ad Amanda che ha sempre avuto una cotta per lei e che non potrà mai farle del male, ma lei lo rifiuta comunque; Peter è geloso di loro. Kimberly riesce a liberarsi di Vic e lo porta in commissariato; in seguito, chiede a Peter di lavorare come psichiatra. Hayley dice a Alison che ha perso quai tutto. Una notte, ubriaco, scompare dalla nave. Il giorno dopo viene trovato il cadavere; Brooke accusa Alison di aver ucciso il padre. Jane continua a frequentare Michael, mentre Richard dice e a Jo che intende aprire con lei una nuova attività, senza Jane. Shelly in prigione dice a Jake che ha ottenuto la sua vendetta per la morte di Jess: lui non rivedrà mai i soldi.
- Guest star: Patrick Muldoon (Richard Hart).
- Altri interpreti: Carlos Lcamara (Lt. Panza), Hudson Leick (Shelly Hanson), Page Moseley (Vic), Morgan Stevens (Nick Diamond), John Enos III (Bobby Parezi), Perry King (Hayley Armstrong).

## L'eredità di famiglia
- Titolo originale: Two Flew Over the Cuckoo's Nest
- Diretto da: Janet Greek
- Scritto da: Allison Robbins

### Trama
Matt in ospedale conosce Alan, un attore che ha avuto un infortunio al braccio. Kimberly inizia a lavorare nel reparto psichiatrico dell'ospedale e Sydney deve andare da lei per risolvere i suoi problemi legati a Michael e Jane. Richard, pur stando con Jo, continua a pensare a Jane. Bobby si avvicina a Peter per poter servirsi di lui. Alison copre che Hayley l'ha esclusa dall'eredità e ricomincia a bere. Jake scopre che è sul lastrico e si rivolge a uno strozzino per evitare la bancarotta dello Shooters.
- Guest star: Patrick Muldoon (Richard Hart).
- Altri interpreti: Danny Darst (Monty), Robert Gossett (Det. Smith), Ron Kuhlman (Doug Stevens), Lonnie Schuyler (Alan Ross) Arthur Taxier (Agente Fred Morrow), Robert Walden (Norman), John Enos III (Bobby Parezi).

## Beneficenza a Melrose
- Titolo originale: Oy! To the World
- Diretto da: Chip Chalmers
- Scritto da: Kimberly Costello

### Trama
Billy dà a stenti una mano a Alison, mentre Brooke scopre che non è mai stata incinta ma non lo dice a Billy. Jane scopre che Richard e Jo stanno progettando una nuova impresa senza di lei. Amanda e Bobby decidono di fare beneficenza insieme, ma gli agenti dell'FBI si avvicinano a lei per dirle di stare lontana da lui. Matt continua a uscire con Alan. Sydney aiuta a preparare la beneficenza di Natale a casa di Bobby ma si ingelosisce nel vedere Jane e Michael insieme e ubriachi, e allora mette del tranquillante che le aveva prescritto Kimberly nello Champagne di Jane, provocandone in seguito il collasso.
- Guest star: Patrick Muldoon (Richard Hart).
- Altri interpreti: Ron Kuhlman (Doug Stevens), Lonnie Schuyler (Alan Ross), Arthur Taxier (Agente Fred Morrow), John Enos III (Bobby Parezi).

## Sete di rivalsa
- Titolo originale: Holy Strokes
- Diretto da: James Darren
- Scritto da: Charles Pratt Jr.

### Trama
Jane rimane paralizzata da un lato dopo aver avuto un ictus, mentre Kimberly aiuta Sydney, tormentata dai sensi di colpa, a mascherare l'accaduto. Brooke dice a Billy di aver avuto un aborto, ma lui poi scopre che lei non è mai stata incinta e le dice di volere il divorzio. Lei tenta il suicidio. Matt, nella sua relazione con Alan, deve affrontare l'aspetto lavorativo di Alan. Peter vede Amanda e Bobby baciarsi.
- Altri interpreti: Lonnie Schuyler (Alan Ross), Robert Walden (Norman), (Alan Ross), John Enos III (Bobby Parezi).

## Mosse vincenti
- Titolo originale: The Brooke Stops Here
- Diretto da: Charles Correll
- Scritto da: James Kahn

### Trama
Brooke tenta il suicidio tagliandosi le vene; sopravvive e Billy decide di sostenerla e di mollare Alison. Alan va a vivere con Matt, ma Kimberly gli racconta tutto il suo passato. Sydney nasconde i tranquillanti nell'ufficio di Richard per incastrarlo e Jo li trova. Peter dice chiaramente a Bobby di sparire dalla vita di Amanda, la quale sola passa la notte con Bobby; Bobby scopre che Jake è in crisi economica. Jane dice a Michael che negli ultimi tempi lo ha solo usato e lui se ne va di casa.
- Guest star: Patrick Muldoon (Richard Hart).
- Altri interpreti: Danny Darst (Monty), Vincent Gaustaferro (Diner Owner), Lonnie Schuyler (Alan Ross), John Enos III (Bobby Parezi).

## La resa dei conti
- Titolo originale: Sydney, Bothered & Bewildered
- Diretto da: Chip Chalmers
- Scritto da: Stevie Stern

### Trama
Per Sydney, prendersi cura di Jane diventa sempre più seccante e quindi pianifica di trasferirla in una casa di riposo e una sera, per cenare da sola con Michael, la lascia sulla spiaggia; il vento la fa cadere in acqua e Jake la salva. Amanda dice a Peter che tra di loro è finita e che è tornata con Bobby, il quale, separatamente, minaccia Peter di sparire. Brooke è sempre più gelosa dell'amicizia tra Alison e Billy e arriva a commettere atti di vandalismo in casa di Alison. Jo apprende da Matt che le pillole che ha trovato nel cassetto dell'ufficio di Richard sono le stesse che hanno provocato l'ictus di Jane, ma non riesce a denunciarlo. Peter, nel frattempo, ospita Michael a casa.
- Guest star: Patrick Muldoon (Richard Hart).
- Altri interpreti: Dannis Bailey (Harlan Kingston), Lonnie Schuyler (Alan Ross), Anne Marie Johnson (Alycia Barnett), John Enos III (Bobby Parezi).

## Sotto tiro
- Titolo originale: The Bobby Trap
- Diretto da: Frank South
- Scritto da: Frank South

### Trama
Peter conosce Alycia Bernett, l'avvocato di Bobby e flirta con lei per indagare su Bobby, fingendo di investire nella compagnia televisiva di lui. Jake si prende cura di Jane e si riaccende la passione; Jane riprende a camminare. Jo e Richard chiedono a Jane di collaborare con un grosso cliente, ma lei rifiuta per iniziare un'attività da sola. Billy, stufo di Brooke e delle sue scenate, le chiede il divorzio. Ansioso di scoprire cos'ha in mente Kimberly, Michael le inietta il siero della verità e scopre che è stata Sydney a drogare Jane; poi butta fuori Sydney da casa sua. Matt non gradisce che Alan non sia dichiarato sul lavoro e inizia a frequentare David Erikson, il nuovo impiegato dei servizi sociali. Vince Parezi arriva a Los Angeles per ribadire al figlio Bobby di uccidere Amanda; al suo rifiuto, Amanda e Bobby vengono tenuti in ostaggio dalla famiglia di lui. Vince dà un ultimatum a Bobby: o uccide Amanda, o lui verrà ucciso dal padre.
- Guest star: Patrick Muldoon (Richard Hart).
- Altri interpreti: David Groh (Vince Perezi), Belita Moreno (Gloria Bryan), John O'Hurley (John Marshall), Lonnie Schuyler (Alan Ross), Rob Youngblood (David Erikson), Anne Marie Johnson (Alycia Barnett), John Enos III (Bobby Parezi).

## Amore e protezione (1)
- Titolo originale: No Lifeguard on Duty (1)
- Diretto da: Richard Lang
- Scritto da: Dee Johnson e Carol Mendelsohn

### Trama
Il padre di Bobby lascia andare lui e Amanda, dicendogli che non ha più un figlio. Alycia dice a Bobby che ha un debito di 2 milioni di dollari nei confronti della casa di produzione televisiva. Amanda si offre di aiutarlo, mentre Peter assume Sydney, affinché seduca Bobby durante un evento di beneficenza per farlo rompere con Amanda comprandole lo stesso vestito, ma il piano fallisce. Jake offre a Jane il suo garage per avviare la nuova attività, anche se era un luogo utilizzato da Jo. Kimberly continua a ricevere chiamate da Vic e ha paura he venga rilasciato; Michael la aiuta. Billy blocca la carta di credito di Brooke e la manda via di casa e a una festa cerca di abbordare un giovane ma viene trattata malissimo.
- Guest star: Patrick Muldoon (Richard Hart).
- Altri interpreti: David Groh (Vince Perezi), Robert Kerbeck (Receptionist), Page Moseley (Vic Munson), Brian McGovern (Lowell), Lonnie Schuyler (Alan Ross), Rob Youngblood (David Erikson), Anne Marie Johnson (Alycia Barnett), John Enos III (Bobby Parezi).

## Amore e protezione (2)
- Titolo originale: No Lifeguard on Duty (2)
- Diretto da: Richard Lang
- Scritto da: Dee Johnson e Carol Mendelsohn

### Trama
Determinato a distruggere Jane, Richard fa lavorare duramente i dipendenti, compresa Jo, la quale non gradisce. Vic viene rilasciato per errore e rapisce Kimberly in macchina; Michael se ne accorge per tempo e durante l'inseguimento, i due hanno un incidente: Vic muore nell'esplosione, mentre Kimberly e Micheal si riavvicinano. Matt, stufo della non volontà di Alan di fare coming out, lo mette alle strette. Sydney confessa a Bobby il piano di Peter. Alison trova Brooke dormendo in macchina e inizialmente si offre di ospitarla, ma poi capisce che deve mandarla via. Brooke tenta invano di sedurre Billy e poi viene licenziata da Amanda. Una sera, ubriaca, cade in piscina e batte la testa.
- Guest star: Patrick Muldoon (Richard Hart).
- Altri interpreti: Page Moseley (Vic Munson), Lonnie Schuyler (Alan Ross), Rob Youngblood (David Erikson), Anne Marie Johnson (Alycia Barnett), John Enos III (Bobby Parezi).

## Sensi di colpa
- Titolo originale: Devil in a Wet Dress
- Diretto da: Chip Hayes
- Scritto da: Kimberly Costello

### Trama
Brooke muore annegata. Billy prova sensi di colpa e ha allucinazioni. Matt viene messo alle strette da una produttrice: Alan non deve fare coming out. Richard scredita Jane con i suoi nuovi clienti. Per addolcire i rapporti tra Bobby e Peter, Amanda organizza una cena a quattro, con loro e Peter e Alycia.
- Guest star: Patrick Muldoon (Richard Hart).
- Altri interpreti: Pamela Berrard (agente immobiliare), Alex Henteloff (Mr. Lindy), Robert Kerbeck (Receptionist), Belita Moreno (Gloria Bryan), Jeri Lynn Ryan (Valerie Madison), Lonnie Schuyler (Alan Ross), Rob Youngblood (David Erikson), Anne Marie Johnson (Alycia Barnett), John Enos III (Bobby Parezi).

## Scoppia l'inferno
- Titolo originale: Circle of Strife
- Diretto da: Janet Greek
- Scritto da: Allison Robbins

### Trama
Michael chiede a Kimberly di risposarlo e lei gli dice di licenziare Sydney. Lui lo fa ma Sydney fa causa per molestie sessuali contro Peter e Michael, i quali sono costretti a farla diventare loro socia. Alle nozze, fa da damigella d'onore a Kimberly. Alycia capisce che Peter la sta solo usando ma lui la convince che la ama e le chiede aiuto per incastrare Bobby in un incidente con un senatore americano. Jo, per fare un favore a Jane, fotografa i suoi modelli. Richard, geloso, prende il quaderno di schizzi di Jane e li copia, presentandoli per primo. Alan è convinto che Matt e David abbiano una relazione. Billy usa Alison per fare il duro al lavoro e ottenere un nuovo incarico.
- Guest star: Patrick Muldoon (Richard Hart).
- Altri interpreti: Kathleen Freeman (Madge), Julianna McCarthy (Mabel), Lonnie Schuyler (Alan Ross), Rob Youngblood (David Erikson), Anne Marie Johnson (Alycia Barnett), John Enos III (Bobby Parezi).

## Istinti
- Titolo originale: Run Billy Run
- Diretto da: Charles Correll
- Scritto da: Charles Pratt Jr.

### Trama
Billy dice ad Amanda di voler un aumento di stipendio nel caso in cui riesca a concludere un affare, cosa che effettivamente fa dopo aver rubato un'idea seducendo la promotrice di un'impresa concorrente. Peter manda le foto fatte d Alycia che mostrano Bobby nel pieno di uno scandalo politico a un'emittente tv, ma poi scopre che anche Amanda era coinvolta e quindi anche lei finisce nel mirino della stampa. Peter allora chiede a un suo contatto, Lou Chandler, di sopprimere il coinvolgimento di Amanda, la quale, comunque, non crede alla buona fede di Bobby e rompe con lui. Alycia, quando scopre che l'unico fine di Peter era riavere Amanda con sé, ricatta Peter dicendogli di voler il pieno controllo delle azioni dell'emittente, di voler portare avanti la loro relazione e di escludere Amanda; in caso contrario lei dirà la verità ad Amanda. Alla filata di Richard, Jane attiva l'irrigatore, rovinando coì l'evento.
- Guest star: Patrick Muldoon (Richard Hart).
- Altri interpreti: David Naughton (Lou Chandler), Yvette Nipar (Evie Wainbridge), Lonnie Schuyler (Alan Ross), Todd Waring (Don Pierce), Rob Youngblood (David Erikson), Anne Marie Johnson (Alycia Barnett), John Enos III (Bobby Parezi).

## Essere o avere
- Titolo originale: Ruthless People
- Diretto da: Richard Lang
- Scritto da: Dee Johnson

### Trama
Alison rifiuta di usare le tattiche di Billy per assoldare un nuovo cliente. Kimberly inizia a soffrire di disturbo della personalità e arriva a credere di essere una casalinga degli anni '50, Betsy Jones. Richard incolpa Jo dell'incidente della sfilata, rompe con lei, licenzia tutti torna a lavorare da Jane, ma poi Jo scopre che è stata Jane. Matt non gradisce la vita segreta di Alan e i preparativi per il matrimonio e una sera, ubriaco, va a casa di David e passa la notte con lui; dopo avergli detto che è stato solo uno sbaglio, David si vendica raccontando tutto a Alan. Peter e Alycia chiedono ad Amanda di cedere e proprietà dell'azienda di Bobby a loro. Bobby perseguita Amanda e dopo una colluttazione con Peter, questi cade dal balcone.
- Guest star: Patrick Muldoon (Richard Hart).
- Altri interpreti: Eliza Coyle (partecipante alla festa), Pat Crowley, (Sharon Ross), Belita Moreno (Gloria Bryan), Ed Power (Phil Ross), Jeri Lynn Ryan (Valerie Madison), Lonnie Schuyler (Alan Ross), Hans Tester (Leif Thomason), Rob Youngblood (David Erikson), Anne Marie Johnson (Alycia Barnett), John Enos III (Bobby Parezi).

## Piromania
- Titolo originale: The Bourning Couch
- Diretto da: Anson Williams
- Scritto da: Kimberly Costello

### Trama
Kimberly continua ad avere allucinazioni sotto il nome di Betsy, brucia il sofà e pensa di uccidere Michael; alla fine chiede aiuto a Peter. Sydney cerca di aiutare Bobby, gli paga la cauzione ed entrambi scoprono che ora Alycia è l'azionista di maggioranza dell'azienda. Peter, che si è solo rotto un braccio, cerca di fare soldi in modo da avere il controllo delle azioni dell'azienda di Bobby e liberarsi di Alycia; perciò collabora con i nuovi clienti di Billy. Jake si arrabbia con Jane quando Jo gli dice che è stata Jane a rovinare la sfilata di Richard; Jake, una sera, ubriaco, passa la notte con Clare Duncan, che scopre poi essere la nuova assistente di Jane. Matt si arrabbia quando una rivista scandalistica pubblica una foto di lui e Alan, ma alla fine Alan gli dice di voler fare coming out, anche a discapito della sua carriera.
Guest star: Patrick Muldoon (Richard Hart). 
- Altri interpreti: Teresa Hill (Claire Duncan), Lonnie Schuyler (Alan Ross), Hans Tester (Leif Thomason), Rob Youngblood (David Erikson), Anne Marie Johnson (Alycia Barnett), John Enos III (Bobby Parezi).

## Giochi di potere
- Titolo originale: Triumph of the Bill
- Diretto da: Janet Greek
- Scritto da: James Kahn

### Trama
Durante una convention, Billy usa le sue solite tattiche e ruba delle foto compromettenti di un'attrice, in modo da riportarle a lei fingendosi per quello che le ha ritrovate e rubare a Alison il discorso introduttivo alla convention; durante il discorso, ammette di non essere una persona onesta e viene osannato dal pubblico; Amanda va a letto con lui. Claire è stata assoldata da Richard per distruggere Jane e Jake: infatti rivela tutto a Jane; Jo scopre i piani di Richard. Kimberly dice a Peter di non aver più bisogno di prendere le pillole per i disturbi di personalità, ma poi inizia a svilupparne una nuova, una donna di nome Rita. Sydney scopre che Bobby è in bancarotta e lei lo invita a vivere con lei come amico.
Guest star: Patrick Muldoon (Richard Hart). 
- Altri interpreti: Michael Des Barres (Arthur Field), Tim Grimm (Dennis), Teresa Hill (Claire Duncan), Julie Newmar (sé stessa), Anne Marie Johnson (Alycia Barnett), John Enos III (Bobby Parezi).

## Concorso di bellezza
- Titolo originale: What Comes Up, Must Come Down
- Diretto da: Richard Lang
- Scritto da: Allison Robbins

### Trama
Kimberly, per cercare di riprendersi dalle allucinazioni, chiede a Peter di portare Michael a fare da giudice a un concorso di bellezza. Lì entrambi vengono sedotti da due donne, rispettivamente madre e figlia, la prima impone a Peter di votare per la figlia; durante il tentativo di abbordaggio, Michael perde la fede. Peter non vota e la donna lo denuncia per molestie sessuali. Jo fa da babysitter a Tyler, un bambino di 5 anni che scopre essere vittima di abusi da parte della mamma, una vecchia compagna di classe di Sydney. Quando Amanda vede il suo potere alla D&D in pericolo, Billy si offre di aiutarla ma lei rifiuta e quando scopre che lui lo ha fatto comunque, lo lascia e torna da Peter, ma poi scopre della denuncia. Alison, si licenzia dalla D&D e inizia a lavorare come cameriera da Shooters. David lascia Matt definitivamente, in quanto stanco di sentirlo parlare solo della fine della relazione con Alan. Jane si arrabbia con Jake quando lui le rivela di aver chiesto a Richard di entrare in società con lei per aiutarla a trovare lavori. Sydney cerca invano di sedurre Bobby; si fa un tatuaggio e, approfittando di una sbornia, lo fa fare anche a Bobby.
- Guest star: Patrick Muldoon (Richard Hart).
- Altri interpreti: Loni Anderson (Teri Carson), Robert Bishop (Tyler), Michael Des Barres (Arthur Field), Justine Priestley (Laurie), Denise Richards (Brandi Carson), Chuck Woolery (sé stesso), Rob Youngblood (David Erikson), John Enos III (Bobby Parezi).

## Inganni e sotterfugi
- Titolo originale: True Fibs
- Diretto da: Victoria Hochberg
- Scritto da: Chip Hayes

### Trama
Teri Carson arriva a Los Angeles determinata a vendicarsi di Michael e Peter; minaccia Michael di rivelare tutto a Kimberly, avendo trovato la sua fede; Peter rifiuta il patteggiamento ma poi viene arrestato; Amanda, pentita di non aver creduto a Peter, vorrebbe rimediare, ma poi scopre di Michael e Brandi. Richard e Jane vanno a New York per lavoro e in hotel lui la violenta. Jo incontra il dottor Dominick O'Malley, un esperto in abusi su minori e gli parla di Tyler, ma lui non le crede. Bobby rifiuta di partecipare come produttore a un progetto di un amico, ma Sydney, a sua insaputa, accetta, senza sapere che si tratta di film porno. Dopo una delusione, Billy capisce che si sta comportando male, visita la tomba di Brooke e decide di tornare a essere buono. Kimberly arriva al limite del suo disturbo e colpisce Michael con un martello.
- Guest star: Patrick Muldoon (Richard Hart).
- Altri interpreti: Loni Anderson (Teri Carson), Robert Bishop (Tyler), Kathryn Daley (Danielle Sanderson), Justine Priestley (Laurie), Denise Richards (Brandi Carson), Richard Steinmetz (Jimmy Stanley), Brad Johnson (Dominick O'Malley), Anne Marie Johnson (Alycia Barnett), John Enos III (Bobby Parezi).

## Campo minato
- Titolo originale: Melrose Unglued
- Diretto da: Charles Pratt Jr.
- Scritto da: Charles Pratt Jr.

### Trama
Amanda e Peter si riconciliano nel momento in cui lei interviene per salvarlo dal carcere. Michael, non essendo ancora a conoscenza del disturbo di Kimberly, gli viene fatto credere che a colpirlo è stato un ladro e poi confessa il suo tradimento alla moglie, la quale lo manda via di casa. Jane racconta a Alison che Richard l'ha violentata a New York, ma non vuole denunciarlo per paura di non essere creduta. Il dottor O'Malley chiede a Matt di combinargli un appuntamento con Jo e le promette di aiutarla con le vicende di Tyler; Laurie dice loro che a picchiare il figlio è il suo ragazzo. Sydney scopre che dietro il fallimento dell'azienda di Bobby ci sono Alycia e Peter e glielo dice. Bobby, per vendicarsi, chiama Alycia nell'ufficio di Peter e in uno scontro, lei lo colpisce e lui precipita giù dalla finestra e muore; Alycia, cercando di fuggire, viene coinvolta in un incidente.
- Guest star: Patrick Muldoon (Richard Hart).
- Altri interpreti: Loni Anderson (Teri Carson), Robert Bishop (Tyler), Nigel Gibbs (Detective Wylie), Justine Priestley (Laurie), Denise Richards (Brandi Carson), Richard Steinmetz (Jimmy Stanley), Brad Johnson (Dominick O'Malley), Anne Marie Johnson (Alycia Barnett), John Enos III (Bobby Parezi).

## Occhio per occhio
- Titolo originale: Peter's Excellent Adventure
- Diretto da: Chip Chalmers
- Scritto da: James Kahn

### Trama
Peter viene accusato dell'omicidio di Bobby e non può contare neanche su Alycia, morta nell'incidente. Kimberly, che al momento dell'assassinio era a cena con lui, non testimonia a suo favore e lo fa rinchiudere in un ospedale psichiatrico, facendolo sottoporre a elettroshock. Amanda e Michael si mettono a cercarlo nel momento in cui manca all'interrogatorio con la polizia. Spinta da Jake e Alison, Jane vede un bravo avvocato per denunciare Richard, ma poi decide di non proseguire perché medita di ucciderlo. Il dottor O'Malley fa dei commenti sulle madri single che fanno arrabbiare Jo. Matt si punge con una siringa infetta mentre fa un prelievo a un ragazzo ribelle.
- Guest star: Patrick Muldoon (Richard Hart).
- Altri interpreti: Priscilla Presley (infermiera), Donna Bullock (Barbara Lewis), Leland Crooke (Louie), Nigel Gibbs (Detective Wylie), Andrew Prine (dott. Tucker), Blake Soper (Jared), Michael Shamus Wiles (Dave), Brad Johnson (Dominick O'Malley).

## Prigioniero
- Titolo originale: Full Metal Betsy
- Diretto da: Frank South
- Scritto da: Frank South

### Trama
Peter seduce l'infermiera per scappare dall'ospedale ma fallisce. Amanda e Michael continuano a cercare lui e Kimberly, la quale vuole fare un'operazione al cervello di Peter. Matt, in seguito alla puntura accidentale, contrae la meningite. Billy cerca di riconquistare Alison. Dopo aver saputo che è stata Sydney a drogarla la sera della festa di Natale, Jane la ricatta per farsi aiutare a uccidere Richard.
- Guest star: Patrick Muldoon (Richard Hart).
- Altri interpreti: Priscilla Presley (infermiera), Leland Crooke (Louie), Nigel Gibbs (Detective Wylie), Brooke Langton (Samantha Reilly), Michael Shamus Wiles (Dave), Brad Johnson (Dominick O'Malley).

## Per un amico
- Titolo originale: Dead Sisters Walking (1)
- Diretto da: Charles Correll
- Scritto da: Dee Johnson

### Trama
Michael e Amanda fanno irruzione nell'ospedale e cercano di far uscire Peter. L'infermiera capisce che Kimberly non sta bene e aiuta i tre a fuggire. Jane ricontatta Samantha Reilly per rilevare la sua attività e diventano amiche, tanto che decidono di dividere l'appartamento. Il dottor O'Malley chiede a Jo di sposarlo, la quale inizialmente rifiuta; lui gli dice che sta per partire in Bosnia. Alison, continuando a rifiutare Billy, si avvicina a Jake. Matt decide di farsi dimettere dall'ospedale, pur non avendo ripreso le forze del tutto; in seguito, inizia a fare uso di anfetamine.
- Guest star: Patrick Muldoon (Richard Hart).
- Altri interpreti: Priscilla Presley (infermiera), Vaughn Armstrong (Ministro), Neil Barry (Greg Parker), Leland Crooke (Louie), Lydie Denier (Margo), Nigel Gibbs (Detective Wylie), Brooke Langton (Samantha Reilly), Paul Perry (Andy), Margot Rose (Margeaux), Michael Shamus Wiles (Dave), Brad Johnson (Dominick O'Malley).

## La fine di un incubo
- Titolo originale: Dead Sisters Walking (2)
- Diretto da: Charles Correll
- Scritto da: Carol Mendelsohn

### Trama
Dopo essere tornata in sé, Kimberly cade dalla ringhiera ed entra in coma. Peter viene arrestato; Amanda decide di sposarlo in cella, ma in seguito, la polizia gli dice che Peter Burns non è il suo vero nome. Jane organizza l'omicidio di Richard con l'aiuto di Sydney, ma fallisce in quanto Sydney toglie i proiettili; Richard allora la aggredisce e Sydney lo colpisce con una pala. Credendolo morto, lo seppelliscono.
- Guest star: Patrick Muldoon (Richard Hart).
- Altri interpreti: Priscilla Presley (infermiera), Vaughn Armstrong (Ministro), Neil Barry (Greg Parker), Leland Crooke (Louie), Lydie Denier (Margo), Nigel Gibbs (Detective Wylie), Brooke Langton (Samantha Reilly), Paul Perry (Andy), Margot Rose (Margeaux), Michael Shamus Wiles (Dave), Brad Johnson (Dominick O'Malley).